# Dothistroma septosporum
Dothistroma septosporum syn. Mycosphaerella pini är en svampart som beskrevs av (Dorogin) M. Morelet 1968. Dothistroma septosporum ingår i släktet Dothistroma och familjen Mycosphaerellaceae.   Inga underarter finns listade i Catalogue of Life.
Arten orsakar en sjukdom hos arter av tallsläktet (ibland andra barrträd) där barren får 1 till 2 mm breda röda band. Senare syns svampen som en liten svart punkt med en diameter av 0,2 till 0,8 mm. Efter en längre tid kan hela barren vara brun. Låga träd drabbas först. Svampen utvecklas bäst under tider med regn och med temperaturer av 17 till 20°C. Artens ursprungliga utbredningsområde antas vara Nordamerika, Centralamerika eller Himalayaregionen. Den introducerades i Europa och andra regioner med tallar.